# Гуљелмо Маркони
Гуљелмо Маркони (итал. Guglielmo Marconi; Болоња, 25. април 1874 — Рим, 20. јул 1937) био је италијански инжењер и физичар, познат по свом пионирском раду на радио-преносу на велике удаљености, развоју Марконијевог закона и радио-телеграфском систему. Један од оснивача бежичне телеграфије и изумитеља радија.  Од 1896. године живео је у Енглеској, где је 1897. године патентирао примену електромагнетских таласа за бежичну телеграфију. Године 1901, Маркони је први успешно приказао пренос радио-сигнала преко Атлантског океана. Године 1932, употребио је дециметарске радио-таласе, а за радове на бежичној телеграфији поделио је 1909. са Брауном Нобелову награду за физику.
Иако му је признат патент на радио пренос, убрзо му је поништен да би амерички патентни завод 1904. године поново признао патент за радио пренос због чега настаје дугогодишњи судски патентни спор око права првенства на овај проналазак. Тесла подноси тужбу 1915. године, али убрзо банкротира, тако да овај спор остаје дуго да се води. Врховни суд САД је 1943. године после Теслине смрти признао право Николе Тесле на овај патент, мада није реткост да се још понегде нађу тврдње да је управо Маркони изумео радио.
Маркони такође је био предузетник, бизнисмен и оснивач компаније The Wireless Telegraph & Signal Company у Великој Британији 1897. године (која је постала компанија Маркони). Он је успео је да постигне инжењерски и комерцијални успех радија иновирањем и надоградњом на раду претходних експеримената и физичара. Године 1929. Маркони је постао племић, стицањем звања маркиз од италијанског краља Виктора Емануела III, а 1931. је за папу Пија XI поставио Ватикански радио.